# Aleksejs Vidavskis
Aleksejs Vidavskis   (Daugavpils, 19 de setembre de 1943 - Daugavpils, 1 de juliol de 2020) fou un enginyer i polític letó. Va pertànyer al Consell Suprem de la República de Letònia entre 1990-1993 i fou alcalde de l'ajuntament de Daugavpils entre 1994 i 2001, axí com a diputat a la IX Legislatura del Saeima del 7 de novembre de 2007 al 2 de novembre de 2010.
El 1979 es va graduar de la Universitat Tècnica de Riga amb una especialització en enginyeria tecnològica.